# Výmola
Výmola je potok ve Středočeském kraji, levostranný přítok řeky Labe, který odvodňuje středovýchodní část okresu Praha-východ. Délka toku je 33,1 km. Plocha povodí měří 124,1 km².

## Popis toku
Výmola pramení v nadmořské výšce 425 m na severním okraji obce Mukařov, kde je její voda jímána trojicí rybníků. Celkový směr toku je na sever, i když s četnými výchylkami. Nejprve potok míří přes Babice, Březí a Sluštice k severozápadu, u obce Květnice se pak stáčí směrem severovýchodním. Poté Výmola přijímá Sibřinský a Dobročovický potok a u Dobročovic ji překonává  památkově chráněný mostek. U města Úvaly je část toku a okolí chráněna jako přírodní památka Králičina a Povýmolí. Dále protéká městem, kde zprava ústí Škvorecký potok a Přišimaský potok. V Úvalech je údolí Výmoly přemostěno památkově chráněným železničním viaduktem Devět kanálů. Za Úvaly se zprava přidává Tuklatský a zleva Jirenský potok. Výmola směřuje přes Vyšehořovice k severovýchodu, následně několikrát cik cak střídá severozápadní a severovýchodní směr. Protéká okolo Mochova, mezi obecní čistírnou odpadních vod a Císařskou Kuchyní vytváří meandrovité údolí. V těchto místech je část protékající vody využívána k doplňování hladiny zatopené pískovny Cucovna. Říčka dále teče okolo Louky u Císařské Kuchyně, Arazimových tůní a lužního lesa Netušil, za kterým dospívá k řece Labi, do níž ústí zleva u Sedlčánek (část města Čelákovice) v nadmořské výšce 172 m. Těsně před tím, než se Výmola vlije do Labe, vlévá se do ní zprava Zámecký potok.
Obecně tok Výmoly probíhá převážně mírně zvlněnou krajinou, pouze u obce Březí, v Úvalech, a zejména u Vyšehořovic vytváří výrazně zahloubená údolí se zalesněnými prudkými, místy skalnatými svahy, především na pravém břehu. Na Výmole jsou četné menší rybníky.

### Rybníky

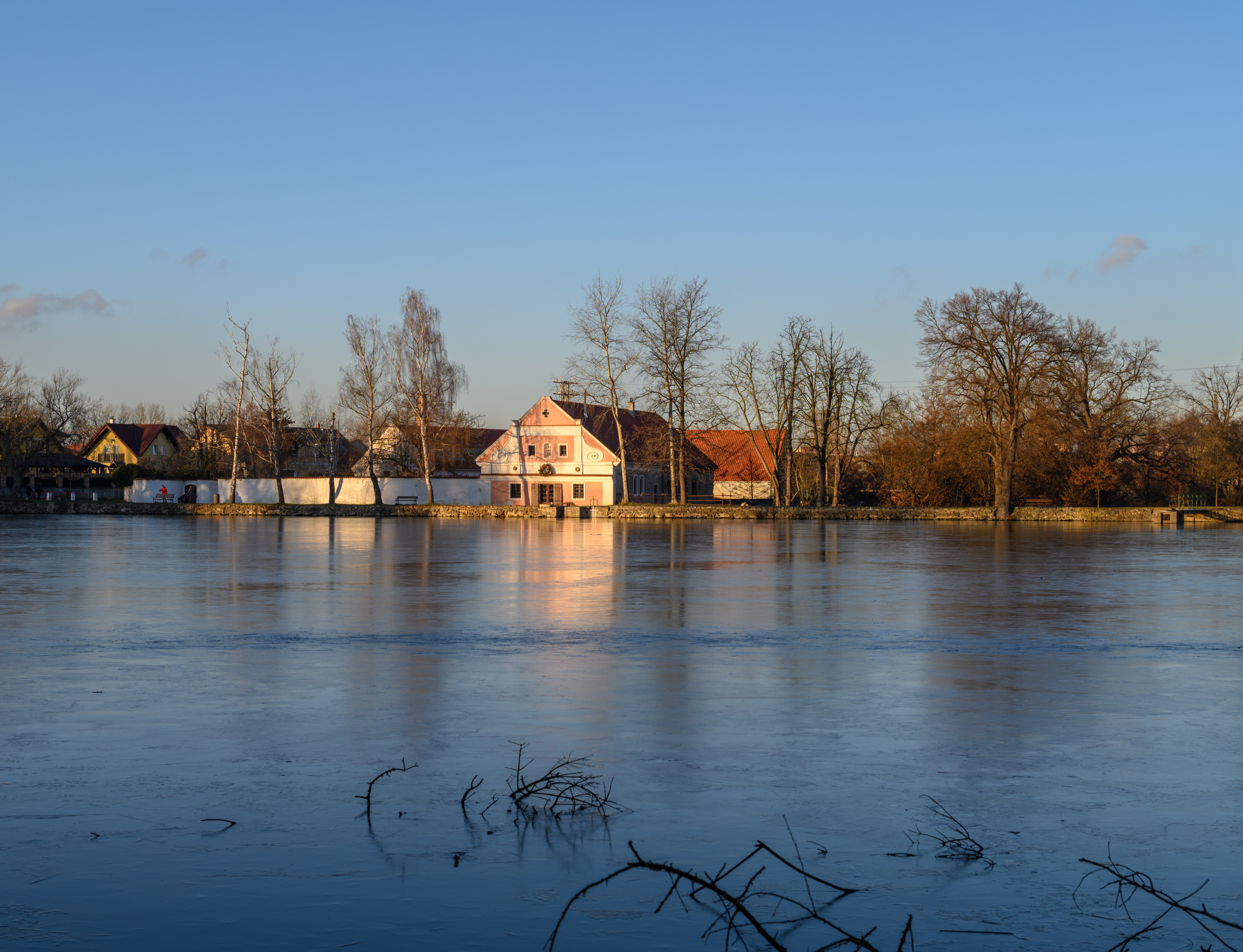
Mlýnský rybník v Květnici

- Návesní rybník (Mukařov)
- Horní Babický rybník
- Prostřední Babický rybník
- Dolní Babický rybník
- Proutnice (Sluštice)
- Mlýnský rybník (Sluštice)
- Mlýnský rybník (Květnice)
- Fabrák (Úvaly)
- Mlýnský rybník (Úvaly)

### Větší přítoky(levý/pravý)

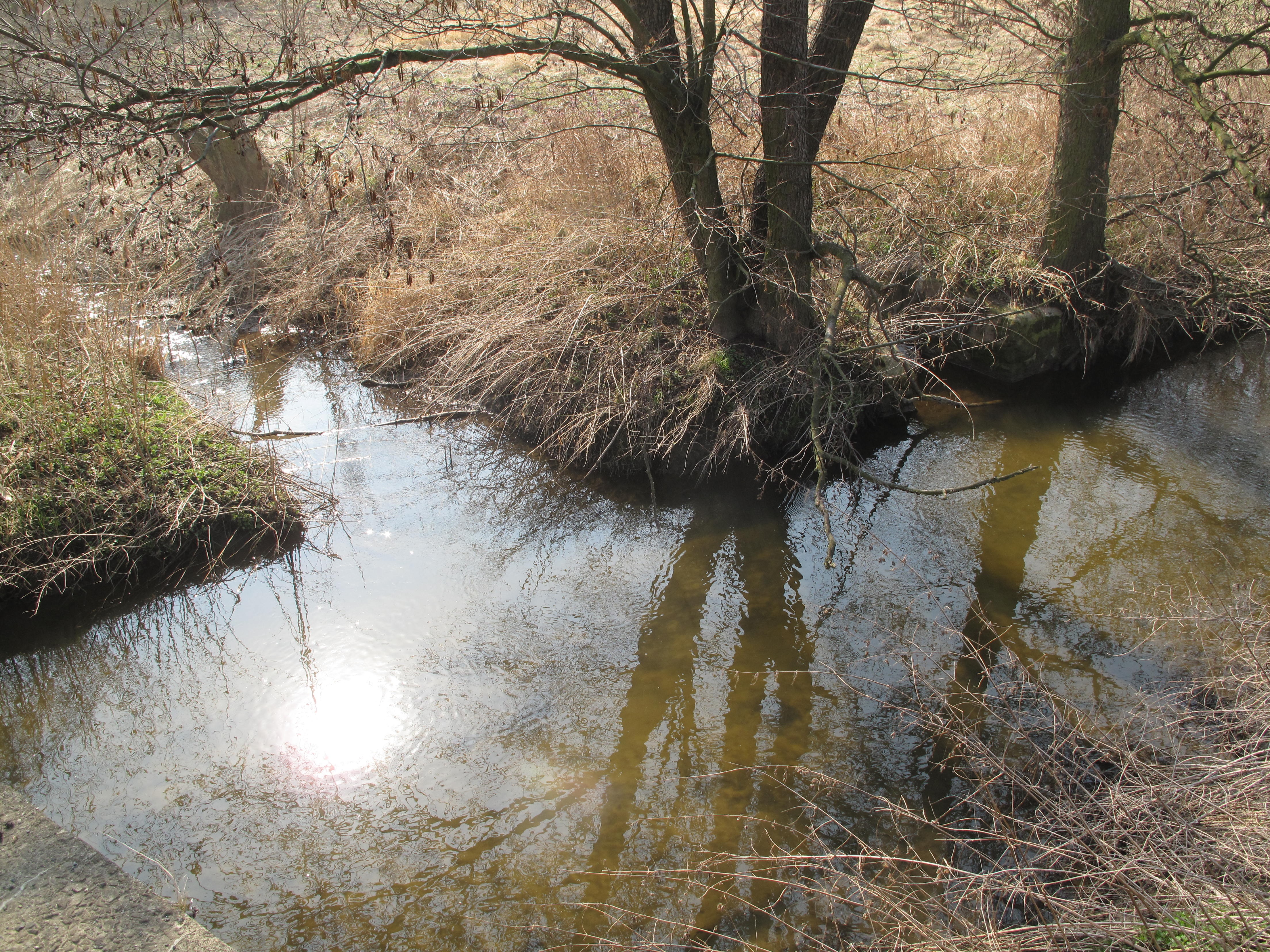
Soutok s Tuklatským potokem u Tlustovous

- Sibřinský potok (L)
- Dobročovický potok (P)
- Škvorecký potok (P)
- Přišimaský potok (P)
- Tuklatský potok (P)
- Jirenský potok (L)
- Zámecký potok (P)

## Vodní režim
Průměrný průtok u ústí činí 0,35 m³/s.

## Mlýny
Mlýny jsou seřazeny po směru toku potoka.

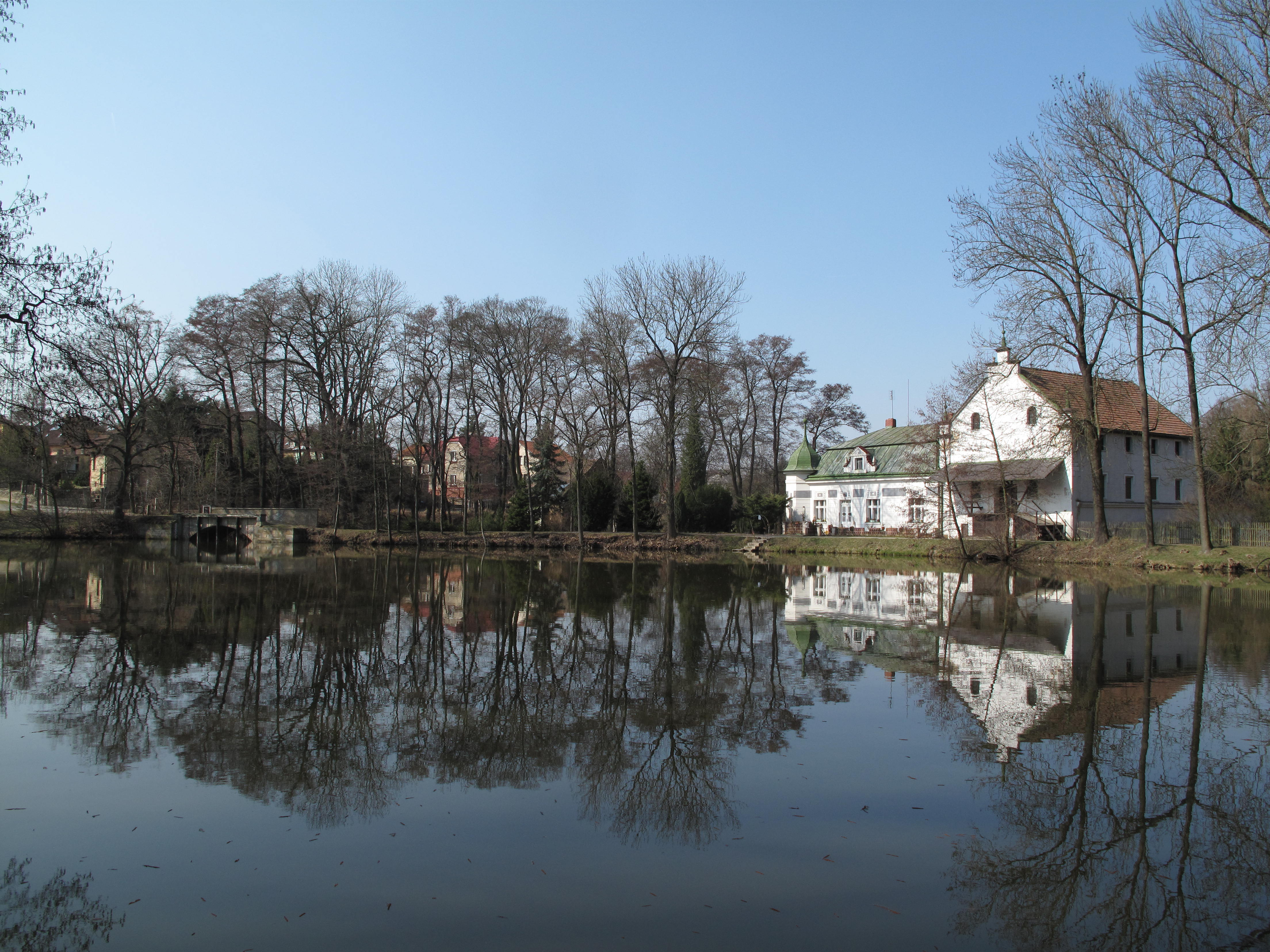
Prokůpkův mlýn

- Březský mlýn – Březí u Říčan, č.p. 13, okres Praha-východ
- Sluštický mlýn – Sluštice, č.p. 29, zanikl
- Květnický mlýn – Květnice, Na Ladech 15
- Horní panský mlýn – Úvaly, Riegerova 12
- Prokůpkův mlýn (Dolní panský, Válcový) – Úvaly, Bendlova stezka 36
- Hodovský mlýn – Úvaly-Hodov, původní č.p. 3, zanikl
- Pilský mlýn pod Hodovem – Úvaly-Hodov, zanikl
- Mlýn u Tlustovous – Tlustovousy, Ke mlýnu 24, okres Kolín
- Zemanův mlýn – Kozovazy, č.p. 1, okres Praha-východ, zanikl
- Mlýn Chudomel – Mochov, č.p. 51
- Mlýn v Císařské Kuchyni – Čelákovice, zanikl

## Galerie

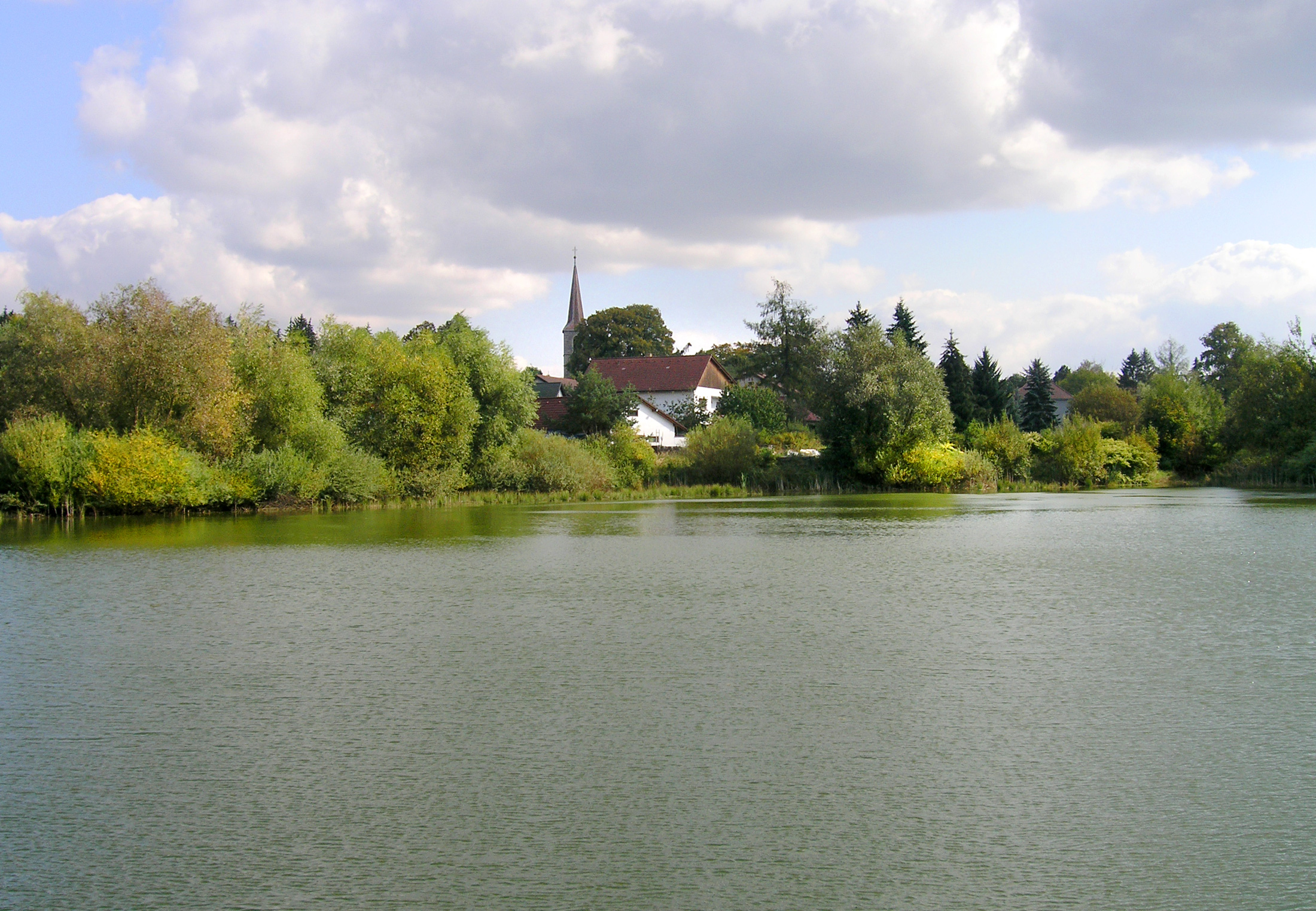
Návesní rybník v Mukařově
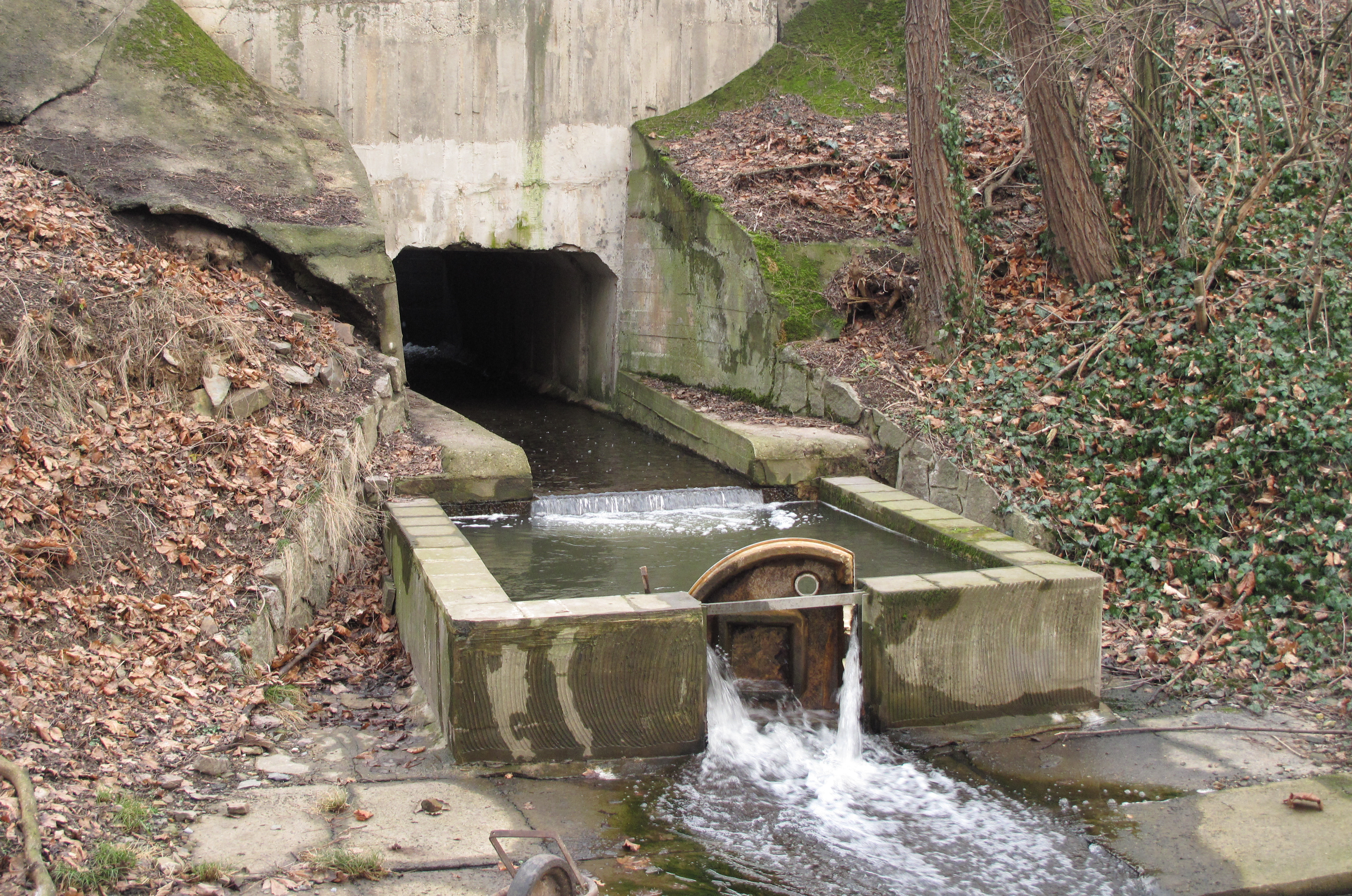
Odtok z Mlýnského rybníka u Sluštic
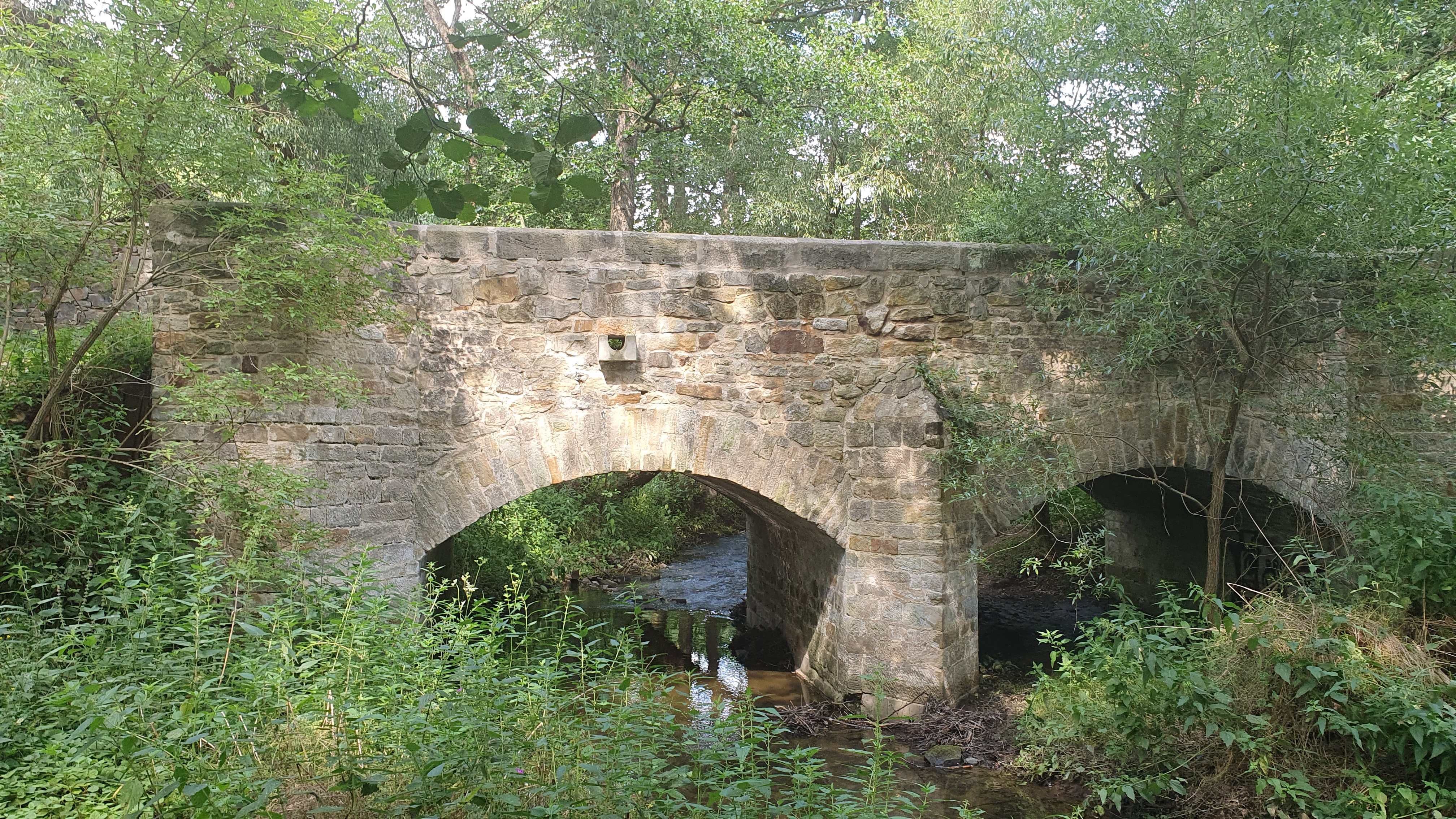
Památkově chráněný mostek u Dobročovic
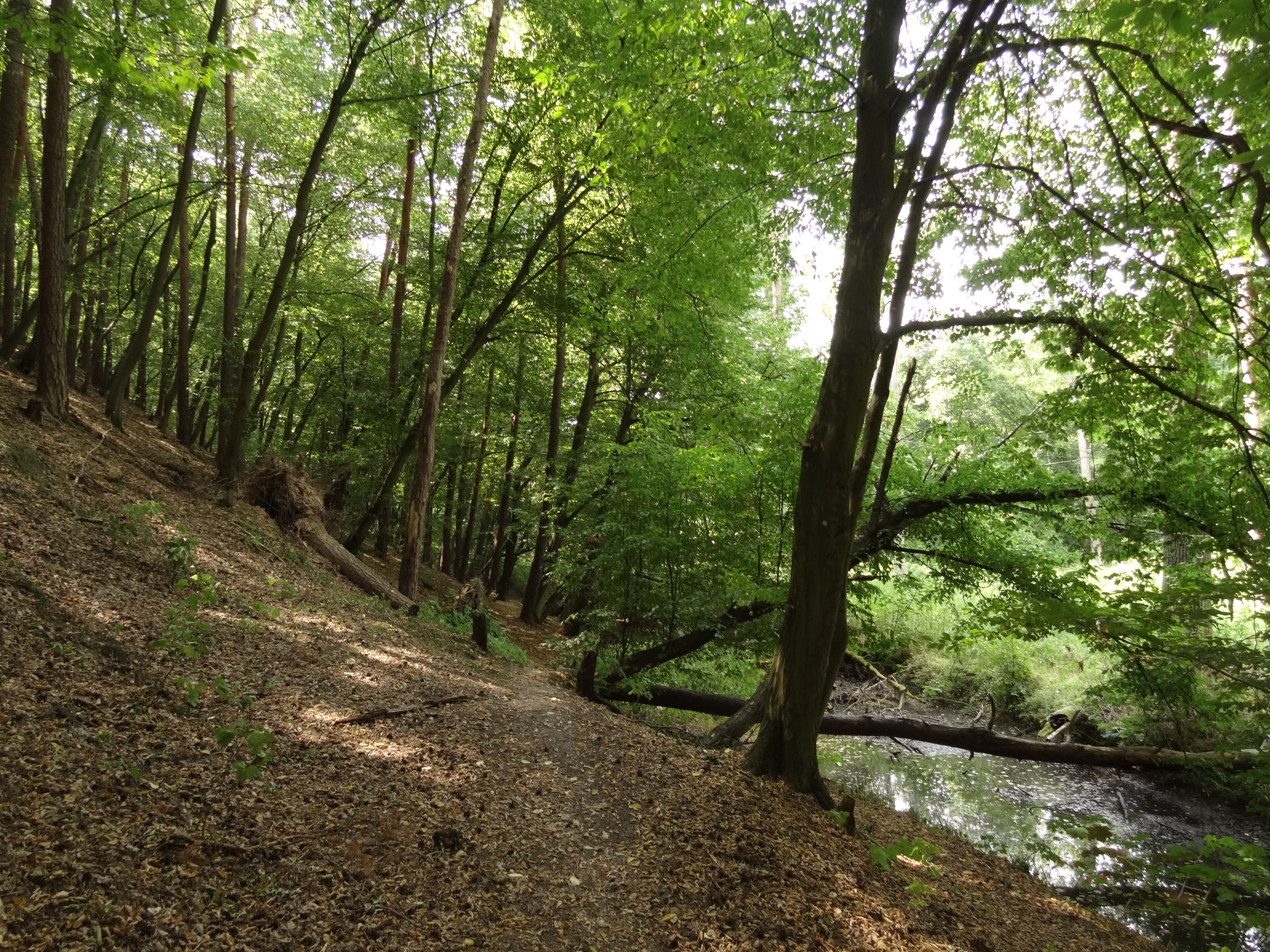
Králičina a Povýmolí
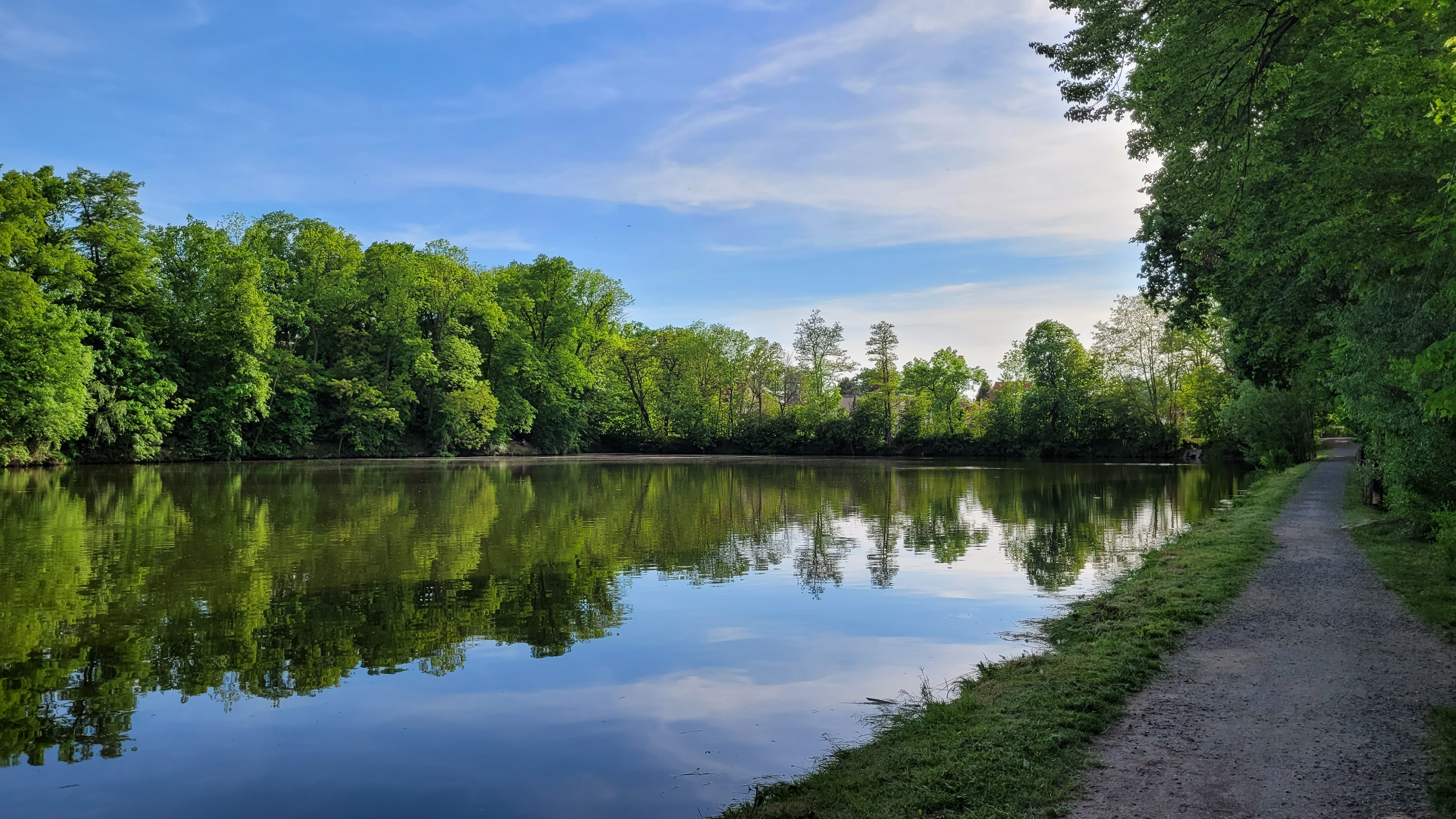
Rybník Fabrák v Úvalech
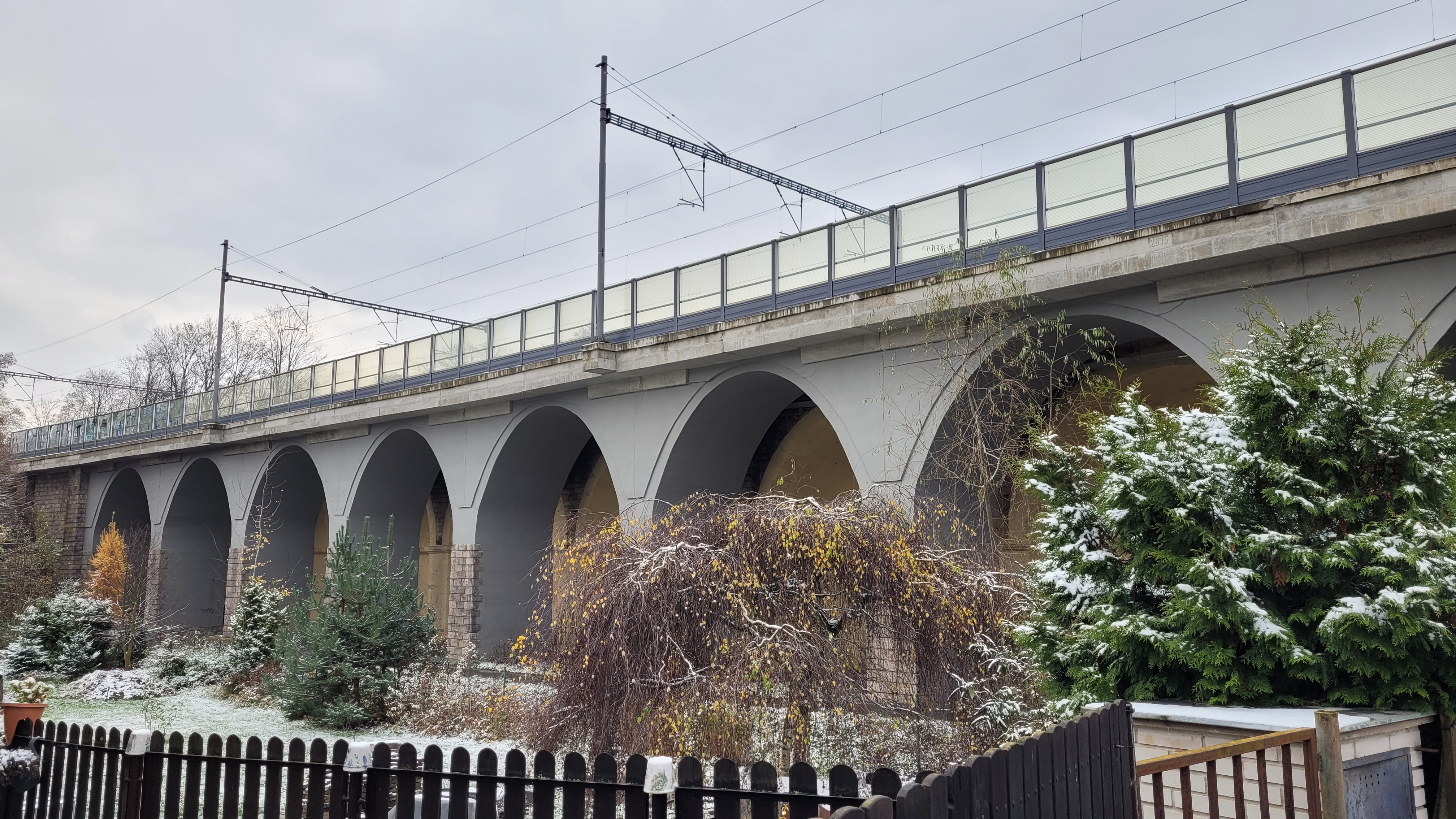
Viadukt Devět kanálů
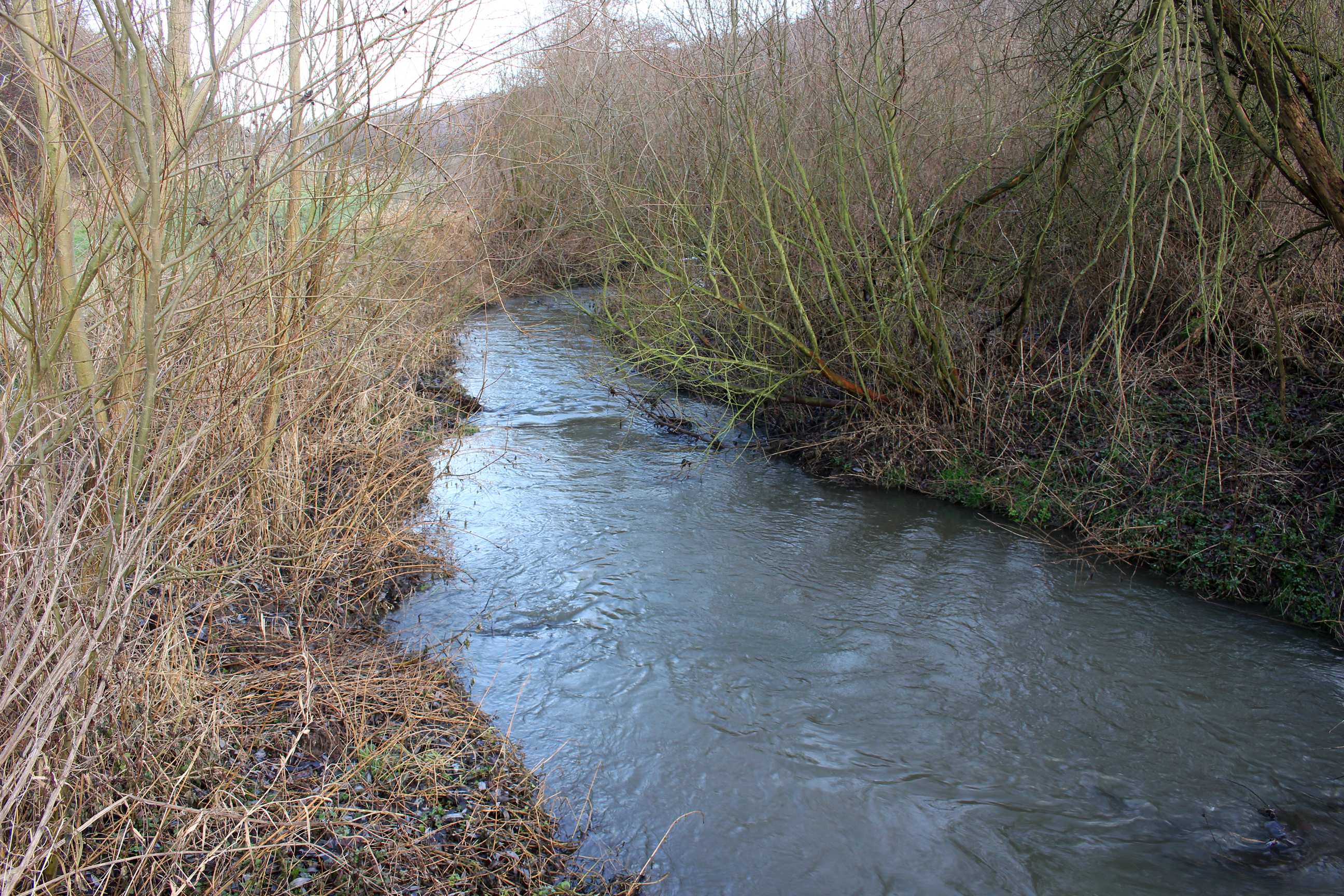
Výmola u Vyšehořovic
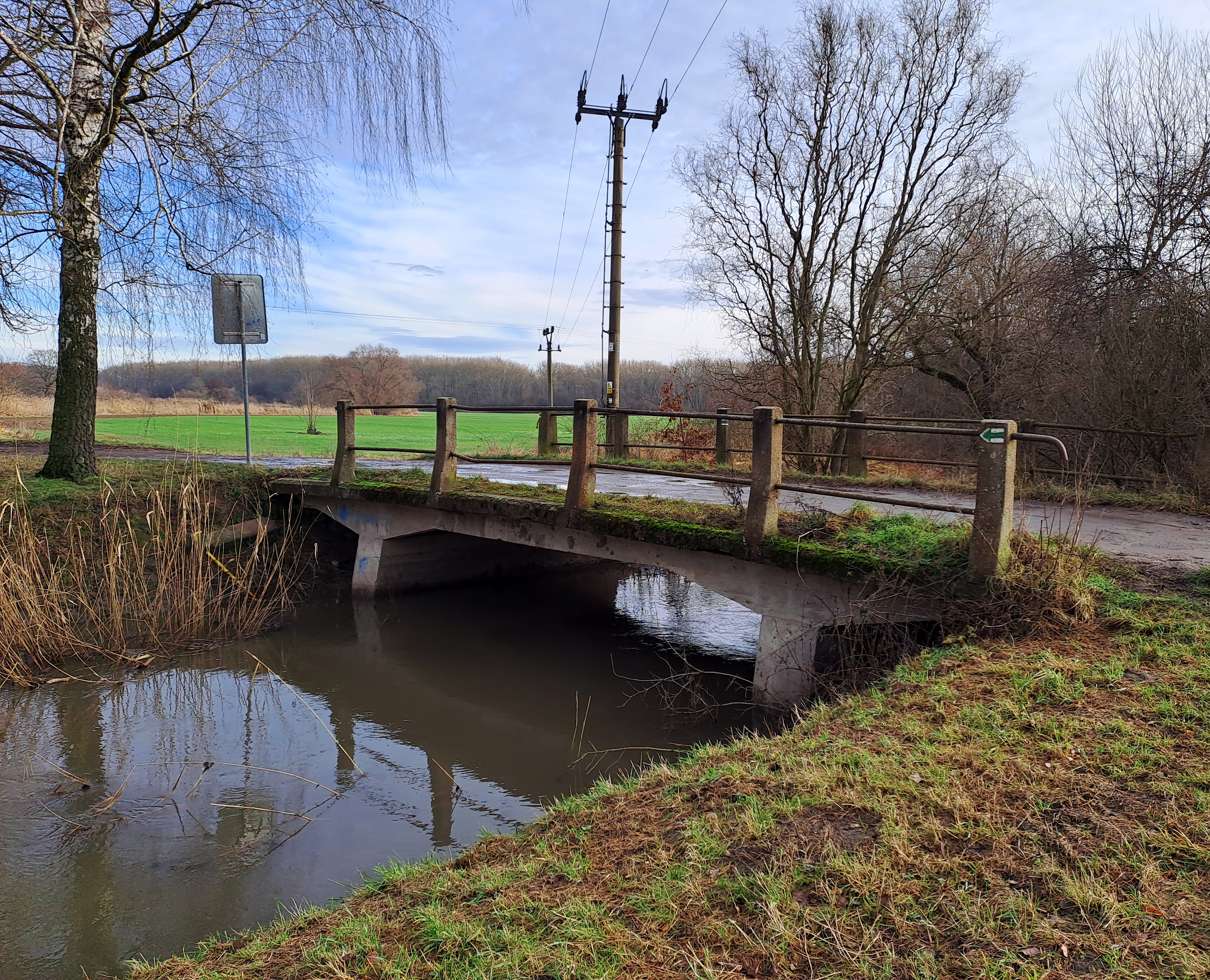
Mostek poblíž ústí do Labe u Sedlčánek